# Джо Едуардс
Джо Франк Едуардс (на английски: Joe Frank Edwards) е американски астронавт, участник в един космически полет.

## Образование
Джо Едуардс завършва колежа Lineville High School в Алабама през 1976 г. През 1980 г. завършва Военноморската академия на САЩ, Анаполис, Мериленд с бакалавърска степен по аерокосмическо инженерство. През 1994 г. се дипломира като магистър по авиационни системи в университета на Тексас.

## Военна кариера
Започва военната си кариера като пилот през февруари 1982 г. на изтребител F-14 Томкет. Извършва бойни мисии над Ливан през 1983 г., а на следващата година завършва академията ТОП ГЪН. През 1986 г. завършва школа за тест пилоти в Мериленд. През 1991 г. взема участие в операция Пустинна буря и извършва бойни полети над територията на Ирак. В кариерата си има 4000 полетни часа на 25 различни типа самолети и 650 кацания на палубата на самолетоносач.

## Служба в НАСА
На 12 декември 1994 г., Джо Ф. Едуардс е избран за астронавт от НАСА, Астронавтска група №15. След приключване на курса за подготовка е включен в полетните графици на НАСА. Взема участие в един космически полет.

### Космически полети
Джо Едуардс е взел участие в един космически полет:
| Космически полет на Джо Франк Едуардс                           | Космически полет на Джо Франк Едуардс | Космически полет на Джо Франк Едуардс | Космически полет на Джо Франк Едуардс | Космически полет на Джо Франк Едуардс | Космически полет на Джо Франк Едуардс | Космически полет на Джо Франк Едуардс |
| №                                                               | Дата                                  | КК                                    | Емблема на мисията                    | Функции                               | Продължителност                       |                                       |
| --------------------------------------------------------------- | ------------------------------------- | ------------------------------------- | ------------------------------------- | ------------------------------------- | ------------------------------------- | ------------------------------------- |
| 1                                                               | 22 януари 1998                        | „Индевър“, мисия STS-89               |                                       | Пилот                                 | 8 денонощия 19 часа 48 минути 04 сек. |                                       |
| Сумарно време в космоса – 8 денонощия 19 часа 48 минути 04 сек. |                                       |                                       |                                       |                                       |                                       |                                       |

## Награди
- Медал за отлична служба;
- Летателен кръст за заслуги;
- Медал за похвална служба;
- Въздушен медал;
- Медал за похвала на USN;
- Медал за постижения на USN.

Джо Едуардс е избран за боен пилот на годината на бойна ескадрила 143 (1984 и 1985 г.), на бойна ескадрила 142 (1990, 1991 и 1992 г.) и на 7 – мо авиокрило (1985, 1990 и 1991 год).